# Cetomimus kerdops
Cetomimus kerdops är en fiskart som beskrevs av Parr, 1934. Cetomimus kerdops ingår i släktet Cetomimus och familjen Cetomimidae. Inga underarter finns listade i Catalogue of Life.